# MASK (FANATIC◇CRISISのアルバム)
『MASK』（マスク）は、FANATIC◇CRISISの2枚目のアルバム。1996年1月7日発売。

## 解説
前アルバムからおよそ1年ぶりとなるアルバム。1st pressはスリーブ付きでミニ写真集付き。2nd pressは黒、3rd pressは白色のジャケット。
VHSでリリースされたシングル「Truth」や先行シングル「Memories in White」、また「Pleasure Garden」や「Love Me」等のライヴで度々演奏される定番曲を収録。以降のバンドの音楽性や世界観を確立した作品。本作とONE -one for all-を最高傑作と呼ぶファンも多い。
コーラスをタレント辺見えみりが担当している。

## 収録曲
1. クライム バレエ　[4:17]
  - 作曲: SHUN
2. めぐり逢えたら　[5:16]
  - 作曲: 和也
3. Memories in White -Album Version-　[4:41]
  - 作曲: SHUN

本作先行シングル。
4. 月と蠍　[4:29]
  - 作曲: SHUN・徹
5. RHAPSODY　[3:51]
  - 作曲: 和也
6. Pleasure Garden　[4:00]
  - 作曲: 和也
7. Truth -Album Version-　[5:30]
  - 作曲: SHUN
8. MASK　[3:21]
  - 作曲: 和也
9. 哀しい色をした窓硝子　[5:32]
  - 作曲: SHUN
10. 君がいる闇の中で　[4:47]
  - 作曲: 石月努
11. Love Me　[4:19]
  - 作曲: 和也
  - 主にライヴで最後に演奏される。

全作詞：石月努、編曲：FANATIC◇CRISIS・TAKAYUKI SASAKI